# Tauschgerechtigkeit
Tauschgerechtigkeit (lat. iustitia commutativa), auch Marktgerechtigkeit, bezeichnet ein Konzept der ausgleichenden Gerechtigkeit, das denjenigen Güter- und Leistungsausgleich in einem freiwilligen Tauschgeschäft als gerecht erachtet, in dem Leistung und Gegenleistung gleichwertig sind. Die Tauschgerechtigkeit beinhaltet daher das Postulat des „Äquivalenzprinzips“, das vorsieht, dass der Marktwert einer zum Tausch angebotenen Leistung auch dem Geldpreis entspricht, der dem Anbieter dafür entrichtet wird.
Ebenso wie das Konzept der korrektiven Gerechtigkeit, bei dem allerdings der erzwungene Ausgleich bzw. die Vergeltung einer bereits bestehenden Ungerechtigkeit im Vordergrund steht, betrachtet auch die Tauschgerechtigkeit den Wert von abstrakten Gütern und Leistungen. Damit ist sie von der Verteilungsgerechtigkeit, die einen gerechten Zustand mit Blick auf den Wert bzw. die Zuteilungswürdigkeit von Personen beschreibt, abzugrenzen.
Die Tauschgerechtigkeit hat in einer Marktwirtschaft konstitutive Bedeutung.